# 兆元 (嘉庆进士)
兆元（1773年—？），字青圃，郭氏，汉军镶红旗人。嘉庆丁卯举人，辛未进士。
道光元年（1821年）任江西峽江縣知縣，十五年（1835年）任乙未科江西乡试同考官。

## 家庭及关联
- 高祖郭洪臣，湖广道州总兵；
- 曾祖郭世隆，直隶总督；
- 祖郭朝岳；
- 父郭準；
- 郭潔，乾隆辛巳进士，翰林院编修。[2]